# 布卢门塔尔别墅
布卢门塔尔别墅（Villa Blumenthal）位于上奥地利州巴特伊施尔，是最早的木板结构装配式建筑之一。这座预制的别墅采用历史主义的形式，由建筑师约翰内斯·兰格设计。
该建筑于1890年由建筑师约翰内斯·兰格在柏林建造。为了参加1893年芝加哥哥伦布纪念博览会，别墅再次拆除重建，并在现场展出。 剧作家奥斯卡·布卢门塔尔参观博览会时，非常喜欢这座房子，买下它，并将其分解运到巴特伊施尔重建。
1896年，在别墅，布卢门塔尔与古斯塔夫•卡德尔伯格共同创作了喜剧《白马客栈》（Im Weißen Rössl），1930年又改编为轻歌剧 《白马客栈》（Im weißen Rößl）。
从1946年到1973年去世，艺术家阿尔弗雷德·威廉·布兰德尔一直住在别墅里。
这座别墅在20世纪80年代初进行了翻修，并为全年使用提供了冬季防护。2018年，色情出版商“ÖKM”的作者和创始人彼得•贾尼施（*1942）将别墅出售给出生于巴特伊施尔的音乐出版商亚历山大•德•戈德伦。